# Baoquan, Heilongjiang
Baoquan (kinesiska: 宝泉, 宝泉镇) är en köping i Kina. Den ligger i provinsen Heilongjiang, i den nordöstra delen av landet, omkring 270 kilometer norr om provinshuvudstaden Harbin. Antalet invånare är 48 165. Befolkningen består av 24 490 kvinnor och 23 675 män. Barn under 15 år utgör 15,0 %, vuxna 15-64 år 78 %, och äldre över 65 år 6,0 %.
Runt Baoquan är det ganska tätbefolkat, med 124 invånare per kvadratkilometer. Baoquan är det största samhället i trakten. Trakten runt Baoquan består till största delen av jordbruksmark.
Genomsnittlig årsnederbörd är 915 millimeter. Den regnigaste månaden är juli, med i genomsnitt 295 mm nederbörd, och den torraste är februari, med 8 mm nederbörd.